# ポンペ病
ポンペ病（ぽんぺびょう、Pompe Disease）は、糖原病の1つ（II型）であり、細胞内酵素であるα1,4グリコシダーゼの欠損によりあらゆる細胞のライソゾームにグリコーゲンが蓄積する病態である。常染色体劣性遺伝形式をとる。ライソゾームに関連した酵素が欠損しているために、分解されるべき物質が老廃物として体内に蓄積してしまう先天代謝異常疾患の総称である「ライソゾーム病」として特定疾患に2001年に指定された。糖原病や酸性マルターゼ欠損症(AMD)とも呼ばれる。オランダの病理学者・ヨアネス・カッシアヌス・ポンペが1932年に初めて報告した。
長く対症療法以外の治療法がなかったが、2022年現在、「マイオザイム」、「ネクスビアザイム」の2剤が日本国内で治療薬として保険収載されている。

## 概要
発病年齢は幼児期から 中年までと大きな幅があり、乳児型、小児型、成人型に分類される。糖原病の中ではマッカードル病（V型）、コーリー病（III型）と並び患者数が多い。
乳児型
著明な心肥大、肝腫大、筋力低下および筋緊張低下を特徴とする。本疾患臨床型の中でも最も重症なものであり、古典型ポンペ病といわれることが多い。
小児型
発症が乳児期以降である。進行は緩徐で、病変は骨格筋に限られる。重度の心筋症は来たさないが、2歳以前に発症した症例では心肥大が認められる場合もある。
成人型
骨格筋が主に罹患する緩徐進行性のミオパチーを特徴とし、10歳代から60歳代で幅広く発症する。初発症状としては筋力低下、歩行障害などである。

## 有病率
約4万人に1人の頻度とされ、日本においては300〜500人程度と推定されているが、ポンペ病と診断がついている患者は一部にすぎない。スクリーニングなどで実数は上がることが予想されている。中国人の発生頻度が高く、成人型はオランダ人に多いと報告されている。「マイオザイム」による補充療法で治療は大きく変わったが「できるだけ早期の診断、早期治療が重要」であり、また補充療法の効果は乳児型が最も大きいとされ台湾など新生児対象のスクリーニング検査を行っている国も存在する。日本においても2017年4月1日から愛知県内で名古屋大学、藤田医科大学が主体となり任意でのポンぺ病のマススクリーニングが開始されている。

## 鑑別診断
乳児型ではウェルドニッヒ・ホフマン病、甲状腺機能低下、心内膜弾性繊維症、遅発型では肢帯型筋ジストロフィー(LGMD)、ベッカー型筋ジストロフィー(BMD)、ミトコンドリア病などとの鑑別診断が必要。

## 治療
かつてはリハビリや人工呼吸器の装着など対症療法しかなかった。2000年代に欠損酵素の補充を目的とした治療薬「マイオザイム」が開発されたことにより、劇的な治療上の進歩を遂げた疾患の一つである。

### 第一世代治療薬
特効薬となる「マイオザイム」が開発され、近年、最も劇的な治療上の進歩を遂げた疾患の一つである。本疾患は細胞の中の酵素の欠損であるため、マイオザイムは細胞の中に酵素を補う事を目的とした治療薬である。アメリカのポンペ病患者の父親がマイオザイム開発のために奔走しており、その様子は2010年に「小さな命が呼ぶとき」として映画化されている。マイオザイムは欧州連合(EU)では2006年3月に、アメリカ合衆国では同年4月に承認された。日本国においては、患者団体の強い要望もあり、2006年2月には希少疾病用医薬品に指定され、2007年4月18日に製造承認を取得し、同年6月8日に薬価収載、同年6月11日に発売された。

### 第二世代治療薬
2021年11月25日、2剤目の薬剤としてアバルグルコシダーゼ アルファ（商品名：ネクスビアザイム）が日本で薬価収載された。臨床試験までの内容は以下。
2016年3月、サノフィ株式会社研究チームが第2世代のポンペ病治療薬である「 avalglucosidase alfa」（商品名：ネクスビアザイム）の第I/II相試験結果を発表した。2016年11月4日、第Ⅲ相試験が開始された。 avalglucosidase alfaは第二世代アルグルコシダーゼアルファ酵素補充療法剤で、筋細胞上のM6P受容体に対する親和性を高めることでM6P受容体に対するターゲティング能力と細胞内への取り込みを向上させ、グリコーゲン分解作用をさらに高め、アルグルコシダーゼアルファの臨床上の有効性をさらに向上させる目的で設計され、開発が進んでいた。2020年6月25日、サノフィは第Ⅲ相試験の結果を公表した。主要評価項目をすべて達成し臨床上意義ある改善を示し、標準薬であるマイオザイムと比較して6分間歩行試験で歩行距離が30メートル延長したが、マイオザイムに対して統計的な有意差を認めなかったと発表。2020年下半期に世界各国で承認申請を行うとしていた。2021年1月19日、サノフィは「 avalglucosidase alfa」を日本において承認申請と発表した。2021年9月27日、製造販売が承認され、2021年11月25日、薬価収載された。

## α1,4グリコシダーゼ
α1,4グリコシダーゼはグリコーゲン代謝の主経路ではなく、ライソゾーム中でマルトースや線状オリゴ糖、グリコーゲンの外層を加水分解して、遊離グルコースを生じる別経路で働く。一般にグリコーゲン代謝の別経路は量的に重要ではなく、その生理的意味は現在の段階では不明である。